# Eastern Air Defense Sector
Eastern Air Defense Sector (EADS) er en enhed i North American Aerospace Defense Command. Det er en fælles, bilateral militær organisation, EADS er sammensat af amerikanske og canadiske militærstyrker, føderale civile. EADS er placeret i Rome, New York.
EADS er den østlige luftforsvarssektor af NORAD's Continental NORAD Region sammen med den vestlige luftforsvarssektor Western Air Defense Sector (WADS), og er begge sammen ansvarlige for forsvar og overvågning af USA's luftrum. 

## Historie

### 20. århundrede
Eastern Air Defense Sector's stammede som 4621st Air Defense Wing og oprettet den 1. april 1956. Sektoren blev ændrede navn til New York Air Defense Sector i 1957.

### Afstamning
- Udpeget og organiseret som 4621st Air Defense Wing, SAGE, 1. april 1956
- Omdesignet som New York Air Defense Sector den 8. januar 1957
- Udgået og inaktiveret 1. april 1966
- Ændret til Northeast Air Defense Sector og aktiveret den 1. juli 1987
- Ændret til Northeastern Air Defense Sector (ANG) den 1. december 1994
- Ændret til Eastern Air Defense Sector den 15. juli 2009

Tidslinjens kilde: